# 菲尼克斯維爾
菲尼克斯維爾（Phoenixville）是美國賓西法尼亞州切斯特郡的一個城市，位於費城西北28英里（45）處。據2010年人口普查，菲尼克斯維爾有人口16,440人。